# Asociación del Básquetbol Sudamericano
Die Asociación del Básquetbol Sudamericano (Akronym: ABaSu; deutsch Südamerikanischer Basketballverband) ist ein Verband von nationalen südamerikanischen Basketballverbänden innerhalb der Subzone des Kontinentalverbands FIBA Amerika. 

## Mitglieder
Die Mitgliedsverbände der südamerikanischen Subzone decken dabei geographisch nahezu den gesamten südamerikanischen Subkontinent ab bis auf ehemaligen Kolonien Guayanas, die nicht zu Spanien oder Portugal gehörten und jetzt der mittelamerikanischen Subzone der FIBA Amerika angeschlossen sind. 
- Confederación Argentina de Básquetbol
- Federación Boliviana de Básquetbol
- Confederaçâo Brasileira de Basketball
- Federación de Básquetbol de Chile
- Federación Colombiana de Baloncesto
- Federación Ecuatoriana de Básquetbol
- Confederación Paraguaya de Básquetbol
- Federación Deportiva Peruana de Basketball
- Federación Uruguaya de Basketball
- Federación Venezolana de Baloncesto

## Wettbewerbe
Die Organisation wurde als Nachfolger der Confederación Sudamericana de Baloncesto gegründet, die zuvor die Basketball-Südamerikameisterschaften für Nationalmannschaften, die seit der ersten Austragung 1930 der traditionsreichste internationale Wettbewerb für Nationalmannschaften ist, und den Südamerikapokal der Meister, die von 1946 bis 2008 der traditionsreichste offizielle internationale Wettbewerb für Vereinsmannschaften war, organisierte. Nach der Einstellung des Südamerikapokals der Meister zugunsten der FIBA Liga de las Americas ist die ABaSu neben den Südamerikameisterschaften für Nationalmannschaften mit der Organisation der 2003 gegründeten Liga Sudamericana betraut.
- Basketball-Südamerikameisterschaft
- Liga Sudamericana

## Gründung und Aufgaben
Die ABaSu wurde am 14. November 2008 in der paraguayischen Hauptstadt Asunción durch die Präsidenten der nationalen Gründungsverbände sowie eines Bevollmächtigten des peruanischen Verbandes in einer Gründungsurkunde als Unterorganisation der FIBA Amerika eingerichtet. Der venezolanische Verband trat erst später der Organisation bei. Der Verband trat damit quasi die Nachfolge der Confederación Sudamericana de Baloncesto an, die zuvor einen ähnlichen Zusammenschluss bildete und die Ausrichtung supranationaler Wettbewerbe auf dem südamerikanischen Subkontinent organisierte.
Der Verband stellt mit seiner Satzung und seinem Reglement die Einhaltung und die Konformität mit den Regeln des Weltverbands FIBA und des Kontinentalverbands FIBA Amerika innerhalb der von ihm organisierten Wettbewerbe sicher. Für die Einhaltung des technischen Reglements stellt der Verband den Teilnehmern der Wettbewerbe unter anderem auf seiner Webseite verschiedene Formulare zur Verfügung, mit denen die Teilnehmer Meldevorschriften erfüllen und sich über verschiedene Regelungen informieren können.